# Marsa El Brega
Pour les articles homonymes, voir Brega.
Marsa El Brega est une ville portuaire et industrielle de Libye, située dans le golfe de Syrte, à l'endroit le plus méridional de la mer Méditerranée. 

## Histoire

### Époque coloniale italienne
Pendant la période du colonialisme italien (1911-1943), l'endroit s'appelait simplement Brega.

### Première guerre civile libyenne
Marsa El Brega est le théâtre d'affrontements pendant la guerre civile libyenne de 2011 entre forces pro-Kadhafi et insurgés, notamment le 2 mars 2011. Elle est reprise par les rebelles le 26 mars puis tombe à nouveau aux mains des forces loyalistes le 30 mars. Les rebelles reprennent l'assaut de la ville et à partir du 1er avril réussissent à expulser les forces gouvernementales de Brega.

## Économie
Le port a été entièrement construit à partir des années 1960, à l'emplacement d'un petit village de pêcheurs détruit pendant la guerre du Désert.
C'est aujourd'hui le terminal d'un oléoduc provenant de Zelten à 169 kilomètres au sud. Il existe aussi une raffinerie et une usine de liquéfaction du gaz naturel. Une usine de transformation de l'ammoniaque a été construite en 1977.
Il est le port pétrochimique le plus important de Libye.

## Transport
La ville est traversée par la route côtière qui va de Tripoli à Benghazi et au Caire. L'aéroport de Marsa Brega permet des vols quotidiens vers Tripoli.